# 斯特凡诺·拉伊蒙迪
斯特凡诺·拉伊蒙迪（義大利語：Stefano Raimondi，1998年1月1日—），意大利男子游泳运动员。他曾代表意大利参加2020年夏季残疾人奥林匹克运动会游泳比赛，获得一枚金牌、四枚银牌和二枚铜牌。